# 琼·皮克林
琼·皮克林（英語：Jean Pickering，1929年7月4日—2013年3月25日），英国女子田径运动员，主攻短跑。她曾代表英国参加1952年夏季奥林匹克运动会田径比赛，获得女子4×100米接力铜牌。